# Панин, Иван Александрович (математик)
Ива́н Алекса́ндрович Па́нин (2 июля 1959, Апатиты) — российский математик. Специалист в области алгебры, алгебраической геометрии и алгебраической К-теории. Доктор физико-математических наук, профессор, академик Российской академии наук (2025; член-корреспондент с 2003).

## Биография
Родился 2 июля 1959 года в Апатитах. В 1973 году поступил в школу-интернат № 45 при Ленинградском государственном университете (ЛГУ) и в 1976 году окончил её. В 1981 году окончил математико-механический факультет ЛГУ (кафедра алгебры и теории чисел). В 1984 году защитил диссертацию на соискание учёной степени кандидата физико-математических наук (научный руководитель — А. А. Суслин), в 1996 году — докторскую диссертацию. В 1999 году стал заведующим лабораторией алгебры и теории чисел в Санкт-Петербургском отделении Математического института им. В. А. Стеклова РАН. В 2003 году избран членом-корреспондентом РАН по Отделению математических наук, в 2025 году — академиком РАН по тому же Отделению. Входит в Санкт-Петербургское региональное отделение Академии.

## Научная работа
Основными направлениями работы И. А. Панина являются теория ориентированных когомологий на алгебраических многообразиях, алгебраическая К-теория однородных многообразий, гипотезы Герстена и Гротендика и проблема чистоты.
И. А. Панин доказал (совместно с А. Л. Смирновым) теоремы типа Римана-Роха для ориентированных теорий когомологий в форме Гротендика, теорему типа Римана-Роха для операции Адамса, теорему Римана-Роха для старшей К-теории. Он нашёл доказательство гипотезы Герстена в равнохарактеристическом случае и положительное решение (совместно с М. Оянгуреном) проблемы «чистоты» для квадратичных форм.
Им вычислены алгебраические К-группы всех скрученных форм флаговых многообразий и всех главных однородных пространств над внутренними формами полупростых алгебраических групп. Получены (совместно с А. C. Меркурьевым и А. Р. Вадсворсом) простые формулы поведения индексов тел при расширении их центра до поля функций скрученной формы флагового многообразия.

## Основные публикации
- Panin I. A. On the algebraic K-theory of twisted flag varieties // K-Theory. — 1994. — Vol. 8. — P. 541—585.
- Merkurjev A. S., Panin I. A., Wadsworth A. R. Index reduction formulas for twisted flag varieties // K-Theory. — 1996. — Vol. 10. — Вып. 6. — P. 517–596. — doi:10.1007/BF00537543.
- Панин И. А. Принцип расщепления и K-теория односвязных полупростых алгебраических групп // Алгебра и анализ. — 1998. — Т. 10, вып. 1. — С. 88—131.
- Ojanguren M., Panin I. A purity theorem for the Witt group // Ann. Sci. Ecole Norm. Sup.. — 1999. — Vol. 32. — Вып. 1. — P. 71—86.

## Семья
И. А. Панин женат, его жена — Гаянэ Юрьевна Панина (в девичестве Шахбазян). Она доктор физико-математических наук, профессор; так же, как и её муж, окончила школу-интернат № 45 и матмех ЛГУ. У Ивана Александровича и Гаянэ Юрьевны трое детей.